# Senaat van Alaska

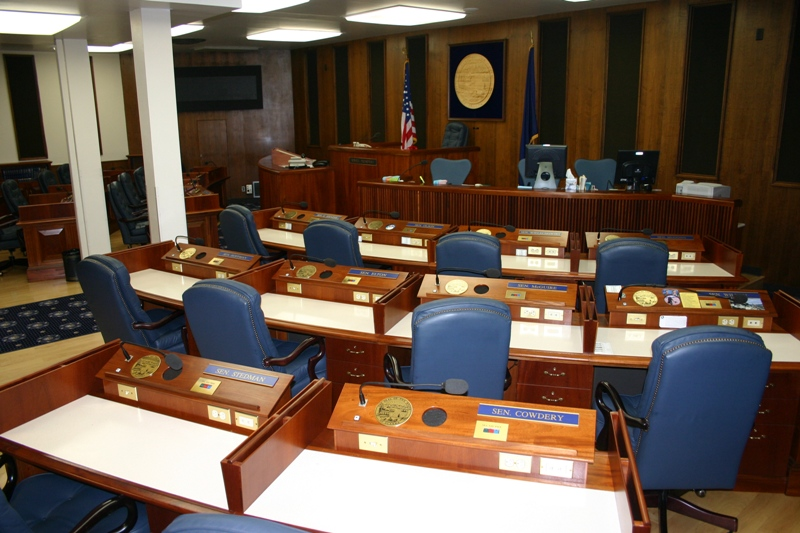
Senaatszaal van Alaska

De Senaat van Alaska is het hogerhuis van de Alaska Legislature, de wetgevende macht van de staat Alaska. De senaat bestaat uit 20 leden. De leden dienen een termijn van vier jaar zonder beperkingen om te worden herkozen. Elke twee jaar vinden verkiezingen plaats voor de helft van de Senaatszetels. De senaat van Alaska komt bijeen in de State Capitol in Juneau.

## Samenstelling
| Partij                                            | Zetels |
| ------------------------------------------------- | ------ |
| Coalitie tussen de Democraten en de Republikeinen | 17     |
| Republikeinen                                     | 3      |
| Aantal zetels                                     | 20     |
| Meerderheid                                       | 10     |

## Leiderschap
| Positie            | Naam           | Partij      | Residentie | District |
| ------------------ | -------------- | ----------- | ---------- | -------- |
| voorzitter         | Peter Micciche | Republikein | Soldotna   | O        |
| Meerderheidsleider | Shelley Hughes | Republikein | Palmer     | F        |
| oppositieleider    | Tom Begich     | Democraat   | Anchorage  | J        |

## Huidige samenstelling
| District | Naam              | Partij      | Plaats      | Begin termijn | Volgende verkiezing |
| -------- | ----------------- | ----------- | ----------- | ------------- | ------------------- |
| A        | Pete Kelly        | Republikein | Fairbanks   | 2013          | 2018                |
| B        | John Coghill      | Republikein | Noordpool   | 2009          | 2020                |
| C        | Click Bishop      | Republikein | Fairbanks   | 2013          | 2018                |
| D        | David Wilson      | Republikein | Wasilla     | 2017          | 2020                |
| E        | Mike Dunleavy     | Republikein | Wasilla     | 2013          | 2018                |
| F        | Shelley Hughes    | Republikein | Palmer      | 2017          | 2020                |
| G        | Anna MacKinnon    | Republikein | Eagle River | 2013          | 2018                |
| H        | Bill Wielechowski | Democraat   | Anchorage   | 2007          | 2020                |
| I        | Berta Gardner     | Democraat   | Anchorage   | 2013          | 2018                |
| J        | Tom Begich        | Democraat   | Anchorage   | 2017          | 2020                |
| K        | Mia Costello      | Republikein | Anchorage   | 2015          | 2018                |
| L        | Natasha von Imhof | Republikein | Anchorage   | 2016          | 2020                |
| M        | Kevin Meyer       | Republikein | Anchorage   | 2009          | 2018                |
| N        | Cathy Giessel     | Republikein | Anchorage   | 2011          | 2018                |
| O        | Peter Micciche    | Republikein | Soldotna    | 2013          | 2018                |
| P        | Gary Stevens      | Republikein | Kodiak      | 2003          | 2020                |
| Q        | Dennis Egan       | Democraat   | Juneau      | 2009          | 2018                |
| R        | Bert Stedman      | Republikein | Sitka       | 2003          | 2020                |
| S        | Lyman Hoffman     | Democraat   | Bethel      | 1995          | 2018                |
| T        | Donny Olson       | Democraat   | Golovin     | 2001          | 2020                |